# ناحیه ذراع المیزان
ناحیه ذراع المیزان (به عربی: ذراع المیزان) یک شهرستان در الجزایر است که در استان تیزی وزو واقع شده‌است.